# Cosnes-et-Romain
Cosnes-et-Romain é uma comuna francesa na região administrativa de Grande Leste, no departamento de Meurthe-et-Moselle. Estende-se por uma área de 16,23 km². Em 2010 a comuna tinha 2 772 habitantes (densidade: 170,8 hab./km²).